# 도미오정
도미오정(富雄町)은 나라현의 북서부, 이코마군에 속해있던 정이다.
후미오-가쿠엔마에를 중심으로 현재의 나라시 서부의 넓은 범위에 해당하며, 북쪽 끝은 현재의 나라시 히가시토미가오카, 남쪽 끝은 나라시 이시키마치에 위치해 있었다.

## 지명의 유례
“일본서기(日本書紀)와 고사기(古事記)에 묘사된 신무천황의 신무동정(神武東征)에서 유래했다

## 역사
- 1889년 4월 1일 - 정촌제 시행에 의해 도미오촌이 성립하였다.
- 1897년 4월 1일 - 군제 시행에 의해 이코마군으로 변경되었다.
- 1953년 4월 1일 - 정으로 승격해 도미오정이 되었다.
- 1955년 3월 15일 - 후시미정, 오비토케정, 다쓰이지촌, 고카다니촌, 메이지촌과 함께 나라시에 편입되었다.

## 교통

### 철도
- 긴키 닛폰 철도
  - 나라선